# Saucedo (Uruguay)
Saucedo es una localidad uruguaya del departamento de Salto, municipio de Constitución. 

## Geografía
La localidad se encuentra ubicada en la zona noroeste del departamento de Salto, en las costas del arroyo de Saucedo, y sobre el camino departamental que une las localidades de Constitución y Lavalleja. Dista 80 km de la ciudad de Salto.

## Población
Según el censo de 2011 la localidad contaba con una población de 270 habitantes.
| 233           | 213 | 290 | 270 | 326 | 270 |
| (Fuente: INE) |     |     |     |     |     |